# Fusée V4
Pour les articles homonymes, voir V4.

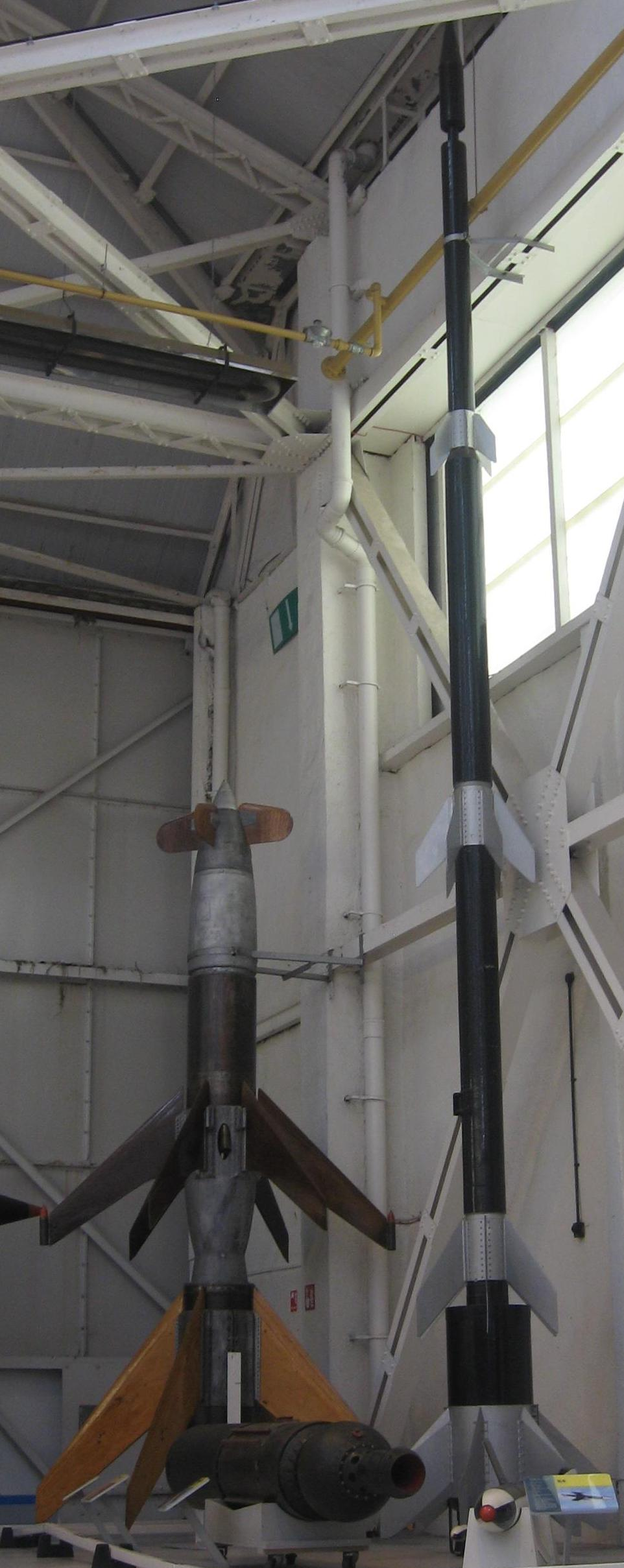
Rheinbote et Rheintochter.

La fusée V4  — de l'allemand Vergeltungswaffe : « arme de représailles 4 » ou Rheinbote (« messager du Rhin ») est un projet de fusée à étages de l'Allemagne nazie, cette fusée étant lancée à partir d'une rampe inclinée à 64°.

## Historique
Vers 1935, la société Rheinmetall-Borsig AG développa une fusée à combustible solide dont les tests de tir ont commencé en 1936. Cette société a d'abord conçu des fusées d'assistance au décollage pour les cargos avant de se lancer dans ce qui sera appelé les V4.
Le V4 a vu son développement retardé par le fait que la fusée V2/A4 était déjà en cours d'étude et dans les mains des SS. Les responsables, ne voulant pas de guerres internes, reportèrent donc le projet.
Le premier cahier des charges concernant le V4 stipulait que la fusée devait pouvoir décoller avec une tête explosive de 200 kilos à 1 tonne et propulser l'ensemble à une distance de 100 à 120 kilomètres. Dans le même temps un autre projet du même type mais avec une fusée de 1,7 tonne et pouvant atteindre les 200 km de portée était à l'étude dès la fin de l'année 1941.
Le site de test et de lancement se trouvait à Leba, au bord de la mer sur les côtes de la Baltique dans l'actuelle Pologne. Ce site était partagé avec la Luftwaffe, qui s'en servait également pour ses propres essais, entre autres de moteurs.
Le nom de code de ce projet était Raketensprenggranate 4831, ou bien encore Rheinbote. La première fusée à étage sur laquelle travaillait la Rheinmetall-Borsig s'appelait Rh-Z 61, Rh pour le nom de la société, Z pour désigner la fusée à longue portée, et 61 pour la portée en elle-même, soit 160 km (les deux chiffres étant mis à l'envers pour coder).
C'est en avril 1943 que la version définitive de fusée avec les 4 étages de propulsion fut enfin prête, sous le nom Rh-Z-61-2. Le 15 novembre 1944, une démonstration fut faite,  sans aucun souci, devant le Gruppenführer Hans Kammler, responsable de l'emploi des V3 et des V4 et le Generalmajor Walter Dornberger.
Un mois plus tard, le 12 décembre 1944, une batterie de Rheinbote fut créée sous le commandement des SS comme pour la fusée V2/A4. Sa désignation était Abteilung 709, ou bataillon 709. Elle reçut comme ordre de mission de se déployer à Nunspeet aux Pays-Bas. Ils reçurent la désignation de leur cible quelques jours plus tard : Anvers. Les premiers V4 de l'histoire devaient frapper la ville d'Anvers, reconquise par les Alliés et déjà la cible des V1 et des V2. Le 24 décembre, les premières fusées furent envoyées. Finalement, peu de V4 furent tirées, d'une part par manque de munitions (peu de fusées étaient fabriquées et disponibles), d'autre part en raison de l'avancée rapide des Alliés et du front.
Le 6 février 1945, le projet Rheinbote fut officiellement suspendu.